# 高梨英夫
高梨 英夫（たかなし ひでお、1942年11月30日 - 2018年12月28日）は、日本のアマチュア野球選手（内野手、主に一塁手）・指導者である。
長く都市対抗野球の大会通算本塁打記録を保持し、「ミスター社会人」と呼ばれた。
長男は元読売ジャイアンツ選手の高梨芳昌、次男は元ヤクルトスワローズ選手の高梨利洋。

## 来歴
千葉県長生郡一宮町出身。千葉県立大多喜高等学校卒業後、大昭和製紙富士に入社。4年目の1964年に大昭和製紙北海道に移籍し、間もなくレギュラーポジションを獲得。
1966年の第37回都市対抗野球大会に、拓銀の補強選手として初出場。初戦の八幡製鉄戦で、大会初本塁打を放つ。富士鉄室蘭の補強選手として出場した翌1967年の第38回都市対抗野球大会では、準々決勝で優勝した日本石油に敗れるが、予選から21イニング連続無失点記録を続けていた平松政次（のち大洋）から本塁打を放って一矢を報いた。大昭和の選手としては、1969年の第40回都市対抗野球大会で初出場。以後、都市対抗の常連となり、1973年の第44回都市対抗野球大会ではベスト8。
1974年の第45回都市対抗野球大会では、同じ大昭和製紙富士からの移籍組だった村上忠則捕手と我喜屋優外野手、電電北海道からの補強の柳俊之投手、拓銀からの補強の千藤和久投手らとともに投打の中心となって勝ち進む。決勝では新日鐵八幡のエース萩野友康を延長10回に打ち崩し、北海道勢初の優勝に貢献した。この大会で高梨は、初戦の電電東海戦で2本塁打、決勝の新日鉄八幡戦では延長10回表、決勝点の足がかりとなる二塁打を放つなど、優勝に大きく貢献し、同年の社会人ベストナインにも選ばれた。
1975年に安藤喜春監督の後任として、プレーイングマネージャーに就任。翌1976年の第47回都市対抗野球大会では、新日鐵広畑の藤城和明投手（のち巨人）から、通算6本目の本塁打を放ち、大岡虎雄（八幡製鐵、のち松竹ロビンス）と並んでいた、それまでの大会記録を更新する。その後も、1982年の野球部の一時休部を挟んだ1984年まで現役を続け、通算9本塁打まで記録を伸ばした。この記録は、1991年の第62回都市対抗野球大会で、丹波健二（東芝、のちロッテ）によって更新されるが、丹波の本塁打（12本）がすべて金属バットで記録されたものであるのに対し、高梨は9本中6本が木製バットで記録したものである。また、社会人野球日本選手権でも、通算5本塁打をマークしている。1981年には社会人野球日本選手権決勝に進むが、富士重工業の向田佳元に抑えられ延長10回0-1で敗退。1985年監督専任となるが、同年限りで退任。選手としての公式戦通算成績は、1299打数334安打（打率.257）、68本塁打、243打点、221三振、206四死球、15盗塁。
1995年4月に宮崎一夫の後任として、札幌第一高等学校野球部監督に就任し、2001年3月まで務めた。2008年からは札幌学院大学野球部監督を務めた。
次男・利洋が代表を務める『T・Tベースボールクラブ』の監督を務めた。
2018年12月28日午前7時14分、直腸癌のため北海道札幌市の病院で死去。76歳没。

## 主な表彰・タイトル
- 社会人ベストナイン　1回（1974年・一塁手）
- 都市対抗野球大会10年連続出場（1981年）